# Sarah Churchill (actrice)
Pour les articles homonymes, voir Sarah Churchill et Churchill.
Sarah Millicent Hermione Tuchet-Jesson, baronne Audley (née Churchill), (7 octobre 1914 - 24 septembre 1982) à Admiralty House est une actrice et danseuse anglaise.

## Biographie
Elle est la deuxième fille et troisième enfant de Winston et Clementine Churchill. Son prénom est un hommage à sa célèbre ancêtre, Sarah Churchill, épouse de John Churchill, premier duc de Marlborough.
Au grand dam de ses parents — surtout de son père — elle veut devenir danseuse de music-hall, ce qu'elle réussit avec une petite notoriété avant de se tourner vers le cinéma.
Elle s'est mariée trois fois :
- Victor Oliver von Samek (1936-1945) (divorcés)

- Antony Beauchamp (1949-1957) (décès)

- Henry Tuchet-Jesson, 23e Baron Audley (1962-1963) (décès)

Pendant la Seconde Guerre mondiale, elle s'engage dans les auxiliaires féminines de l'armée de l'air, Women's Auxiliary Air Force (WAAFs). Elle y travaille à l'interprétation des photographies aériennes, prises entre autres lors de l'opération Torch. Ses fonctions autorisent son père à la recruter occasionnellement comme aide de camp, d'abord aux conférences du Caire et de Téhéran en 1943, puis de Yalta en 1945. Elle laisse des vignettes précieuses pour les historiens sur ces rencontres au sommet dans son livre de mémoires (non traduit), A Thread in the Tapestry (1967).
Elle meurt à l'âge de 67 ans après une descente aux enfers où elle sombre dans l'alcoolisme et elle est enterrée près de ses parents à Bladon.

## Carrière
Elle est principalement reconnue pour son rôle dans le film musical Mariage royal (1951). Elle y tient le rôle d'Anne Ashmond face à Fred Astaire. Elle apparaît aussi dans plusieurs autres films comme He Found a Star (1941), All Over The Town (1949), Fabian of the Yard (1954) et Teddy Boys (1959).

## Filmographie
- 1941 He Found a Star de John Paddy Carstairs
- 1947 : Daniele Cortis de Mario Soldati
- 1947 : Symphonie fatale (Sinfonia fatale) de Victor Stoloff
- 1949 All over the town de Derek N. Twist
- 1951 : Mariage royal (Royal Wedding) de Stanley Donen
- 1959 : Teddy Boys (Serious Charge) de Terence Young